# Surprise sur prise !
Surprise sur prise ! est une émission de télévision en caméra cachée conçue par l'humoriste québécois Marcel Béliveau. D'abord diffusée au Québec à partir du 30 novembre 1986 à TQS, puis à Radio-Canada.
En France, avec une émission de 50 minutes présentée par Eve-Marie Cauchois  à partir de novembre 1988 sur Canal+, puis à partir du 23 septembre 1989 sur TF1 ; puis à partir du 16 janvier 1993 au 1er mars 1997 sur France 2.
L'émission revient sur TF1 de 1998 à 1999 et durant la saison 2020-2021 sur France 2.
En Belgique, l'émission fait une brève apparition sur RTBF1 et TV5.

## Concept et présentation
Le concept consiste à piéger, avec l'utilisation de caméras cachées, des célébrités, le plus souvent avec la complicité d'une connaissance,.

### Premières éditions (1989-1999)
En France, sur TF1, le Québécois Marcel Béliveau – qui saluait toujours les téléspectateurs d'un « Bonsoir à la maison ! » – co-animera successivement cette émission avec les animateurs français Bernard Montiel, Patrick Roy, Jean-Pierre Foucault, Christophe Dechavanne et Patrick Sébastien ; puis sur France 2 à partir de janvier 1993 avec Georges Beller.
 Thierry Beccaro présentera le divertissement en solo de septembre 1995 à janvier 1997. Olivier Minne animera une émission spéciale en mars 1997
L'émission revient sur TF1 de 1998 à 1999, présentée par Alexandra Bronkers et Marcel Béliveau  avec des caméras cachées inédites.

### Emissions spéciales et best of (2001-2020)
Après l'arrêt de l'émission en 1999, des émissions spéciales sont à plusieurs reprises proposées à la télévision : 
- 7 juillet 2001 : Nos meilleurs moments. Surprise sur prise sur TF1 présenté par Carole Rousseau et Marcel Béliveau
- 7 novembre 2003 : Surprise sur prise, 15 ans sur TF1 présenté par Christophe Dechavanne
- 13 mars 2004 : Surprise sur prise 15 ans, la suite sur TF1 présenté par Christophe Dechavanne
- 2008-2010 : Le meilleur de Surprise sur prise entre 2008 et 2010 sur TMC présenté par Agathe Lecaron et Jean-Michel Zecca
- 5 juin 2010 : Les 20 Surprise sur prise que les Français n'oublieront jamais sur M6 présenté par Virginie Guilhaume et Laurent Boyer
- 18 avril 2020 : 30 ans de Surprise sur prise présenté par Olivier Minne sur France 2

A noter que l'émission Farce attaque diffusée sur France 2 au début des années 2000 reprend plusieurs caméras cachées de l'émission.

### Reprise de l'émission (2020-2021)
Durant la saison 2020-2021, France 2 relance une version de Surprise sur prise inédite animée par Donel Jack'sman, Laury Thilleman et Tom Villa avec des nouvelles caméras cachées.

## Audiences

### Années 1990
- Entre 1989 et 1992, l'émission diffusée sur TF1 en première partie de soirée attire plus de 40% d'audience en moyenne.
- L'émission réalise son meilleur score le 5 janvier 1991 en réunissant plus de 15 millions de téléspectateurs[5].
- Diffusée sur France 2 de 1993 à 1995 en première partie de soirée, l'émission résiste aux divertissements de TF1 (Les Grosses Têtes, Super Nanas...). Entre 1995 et 1997, l'émission est diffusée en avant-soirée pour pallier les échecs diffusés sur cette case.
- Lors de son retour sur TF1 en première partie de soirée en 1998 et 1999, l'émission réunit environ 6 millions de téléspectateurs[6].

### 2020-2021
- À la suite du succès des trente ans de l'émission[7], le programme revient pour plusieurs numéros au cours de la saison 2020-2021 et réunit en moyenne 2,1 millions de téléspectateurs, soit 10,1% du public[8].

## Émissions dérivées
Le succès de Surprise sur prise a donné naissance à des émissions similaires qui reprenaient sensiblement le même concept :
- 1997 - 1998 : La Télé s'amuse présenté par Jacques Rouland sur TF1
- 2003 : Tout peut arriver présenté par Gaël Leforestier sur France 2
- 2004 - 2005 : Le Grand Piège présenté par Virginie Efira sur M6
- 2011 - 2013 : Sosie ! Or Not Sosie ? présenté par Vincent Cerutti sur TF1 et TMC
- 2014 - 2015 : Pièges de stars présenté par Manu Lévy sur NRJ 12
- 2016 - 2017 : Les Invisibles présenté par Arthur sur TF1

## Diffusion au Québec
À TQS, 39 émissions d'une heure ont été diffusées entre le 30 novembre 1986 et le 7 avril 1991. Il y a eu aussi quatre émissions de 1h30 qui présentaient les meilleurs moments des émissions précédentes. Pour chaque saison, chaque épisode a été rediffusé l'été suivant.
- Saison 1 (1986-87): 4 émissions.
- Saison 2 (1987-88): 7 émissions, plus un épisode de "meilleurs moments" de 90 minutes.
- Saison 3 (1988-89): 8 émissions, plus un épisode de "meilleurs moments" de 90 minutes.
- Saison 4 (1989-90): 10 émissions, plus un épisode de "meilleurs moments" de 90 minutes.
- Saison 5 (1990-91): 10 émissions, plus un épisode de "meilleurs moments" de 90 minutes.

À Radio-Canada, l'émission a été diffusée pour la première fois le 22 septembre 1991.
Plusieurs épisodes de TQS et de Radio-Canada ont été rediffusées sur Prise 2 à partir du 23 août 2010. Chaque diffusion sur Prise 2 était précédée d'une capsule "Ma version surprise".
Un coffret DVD publié en 2011 comportait 8 épisodes de TQS et un épisode de "meilleurs moments".

## Commentaires
Pour contrer la rediffusion du Grand bluff de Patrick Sébastien sur TF1, Marcel Béliveau proposera Chacun son tour, une version inversée de Surprise sur prise dans laquelle les stars piègent les anonymes le 25 décembre 1993 sur France 2.